# سرداب الموتى

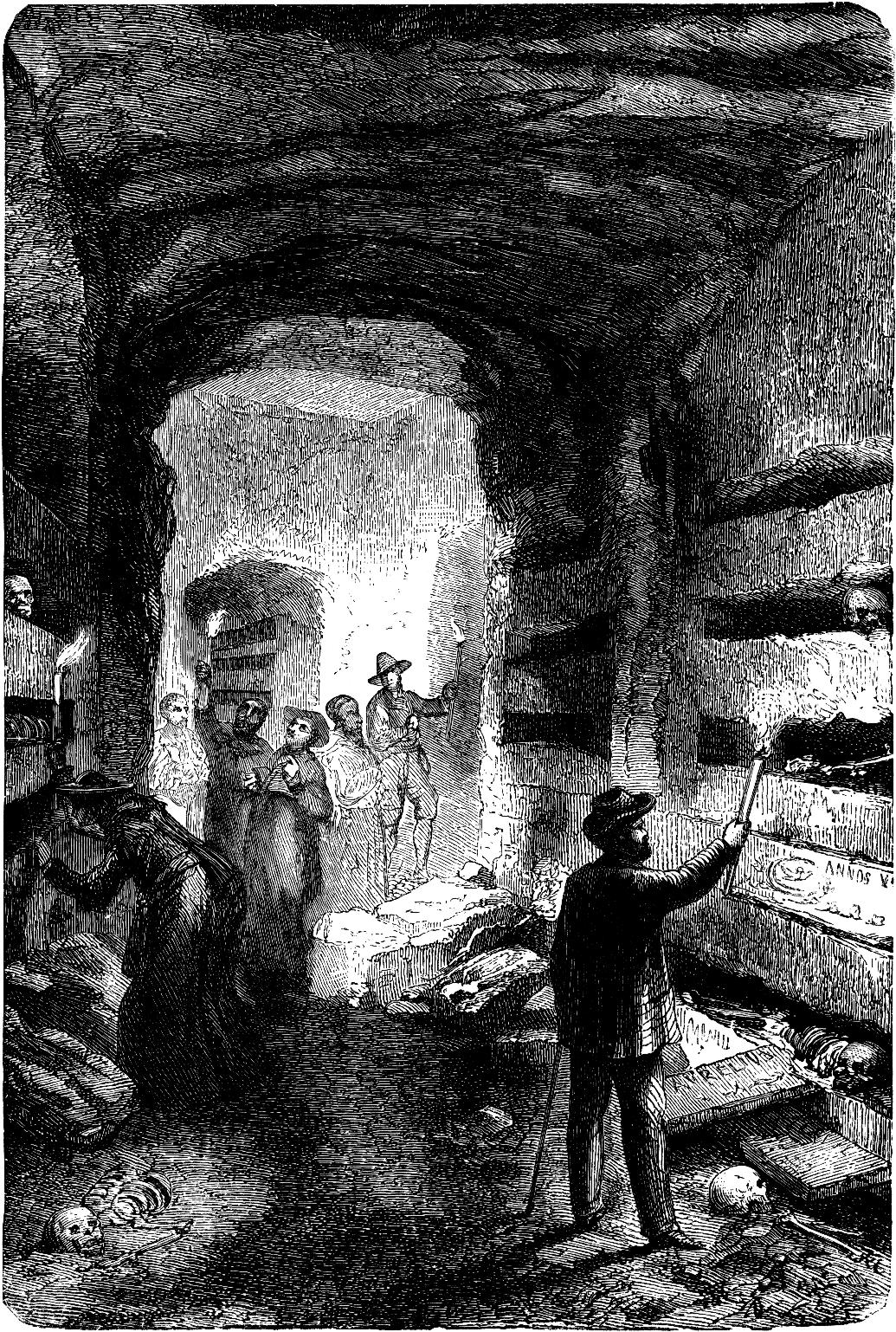
سراديب الموتى في نابولي

سراديب الموتى أو مدافن القباء أو الجبانات المدفونة أو المدافن الرومانية تحت الأرضية (بالإنجليزية: Catacombs)‏هي ممرات تحت الأرض كان يدفن فيها الموتى أو يحفظ فيها رفاتهم وعظامهم وأحيانا توضع على أشكال زخرفية  وعلى الرغم من ارتباط فكرة تلك السراديب بالإمبراطورية الرومانية إلا أنها ارتبطت أيضا باستخدامها كملاجئ في الحروب ومخابئ.

## أصل الاسم في اللاتينية
كان المكان الأول الذي سمي «كتاكومب» (بالإنجليزية: Catacombs)‏ مقابر تحت الأرض بين المرحلتين الثانية والثالثة من طريق أبيوس في روما، حيث يقال أن جثث الرسل بطرس وبولس وآخرين مدفونة هناك. كان اسم ذلك المكان في اللاتينية catacumbae، وهي كلمة من أصل غامض، ربما تستمد من اسم ما، أو من العبارة اللاتينية: cata tumbas أي «بين القبور». كانت الكلمة تشير في الأصل فقط إلى سراديب الموتى الرومانية ولكن مع عام 1836 توسع استخدامها لتشير إلى أي ممرات تحت الأرض لدفن الموتى، كما في سراديب الموتى في باريس في القرن 18..

## مواقع حول العالم

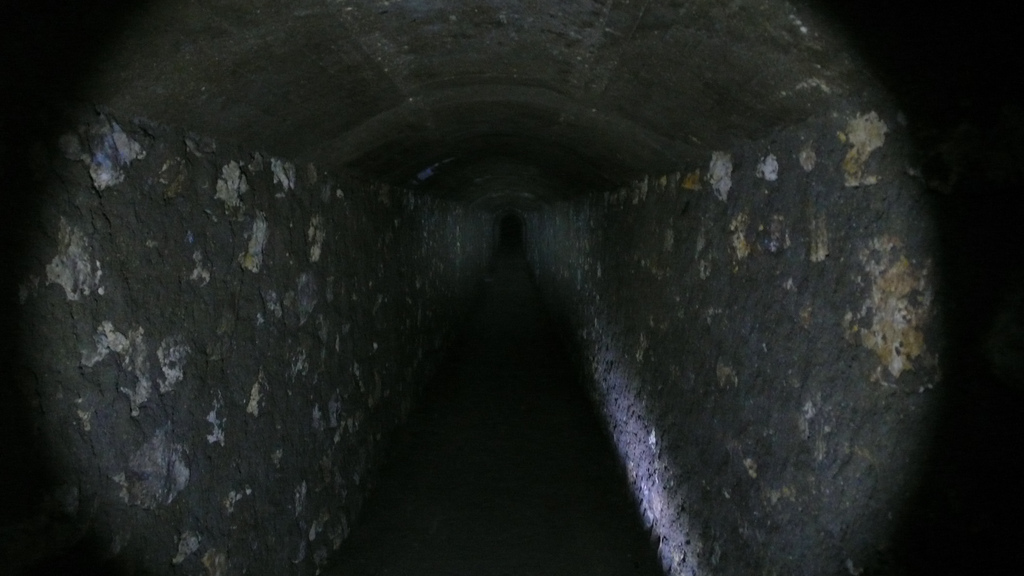
أحد السراديب في باريس

سراديب الموتى منتشرة في عدّة مواقع على مستوى العالم، نذكر منها ما يلي:
- إسبانيا - سراديب الموتى في غرناطة
- أستراليا - سراديب الموتى في كلية ترينيتي، جامعة ملبورن
- إنجلترا - سراديب الموتى في لندن
- أوكرانيا - سراديب أوديسا
- إيطاليا - سراديب الموتى في روما، سراديب الموتى في نابولي، سراديب الموتى في باليرمو
- بيرو - سراديب الموتى في دير سان فرانسيسكو، ليما
- تونس - سراديب الموتى في سوسة، سراديب الموتى في سلقطة، سراديب الموتى في قمرت.
- التشيك - سراديب الموتى في زنويمو
- فرنسا - سرداب الموتى في باريس
- مالطا - سراديب الموتى في الرباط [5]
- مصر - سراديب الموتى بكوم الشقافة، الإسكندرية
- النمسا - سراديب الموتى في كاتدرائية سان ستيفن، فيينا